# 廷鑫興業
廷鑫興業成立於1987年，原為全球專業顯示器品牌供應商，並所以於1996年於台灣股票上市， 自2009年7月起轉為銷售數位影像產品及消費電子產品，並於2012年4月起增加銷售鋁合金產品。 。

## 腳註
1. ↑  Lacter, Mark. . Inc. 1 June 2007  [30 October 2014]. （原始内容存档于2010-08-19）.

## 外部連結
- 廷鑫興業股份有限公司 （页面存档备份，存于）